# Capitólio Estadual da Virgínia
O Capitólio Estadual da Virgínia (em inglês: Virginia State Capitol) é a sede do governo do estado da Virgínia. Localizado na capital, Richmond, foi incluído no Registro Nacional de Lugares Históricos em 15 de outubro de 1966.